# Hotline Miami 2: Wrong Number
Hotline Miami 2: Wrong Number est un jeu vidéo d'action 2D en vue de dessus créé par Dennaton Games, une équipe composée de Jonatan Söderström et Dennis Wedin. Le jeu est édité par Devolver Digital et est sorti le 10 mars 2015 sur Windows, OS X, Linux, PlayStation 3, PlayStation 4 et PlayStation Vita,.
Il s'agit de la suite de Hotline Miami.
Le 19 août 2019, Hotline Miami Collection sort sur Nintendo Switch et inclut les deux épisodes dans un même titre.

## Trame
Lors du procès de Jacket un an après son arrestation, un commando de tueurs (« les fans ») massacre sans pitié mafieux et délinquants avec la même méthode que Jacket.
Le procès de Jacket intéresse aussi grandement un journaliste qui mettra en danger sa vie et sa raison afin de trouver une histoire à raconter.
Pendant ce temps, Pardo, flic tourmenté, tue des criminels pour mener à bien un boulot qu'il ne reconnait plus.
Enfin, un homme de main obéissant au nouveau chef de la mafia russe (« le Fils »), a du mal à joindre les deux bouts et à contenir son patron, fou furieux.
C'était sans compter les souvenirs de la guerre d'Hawaï et un personnage au masque de coq.

## Système de jeu
Le jeu reprend le même gameplay que son prédécesseur : une vue du dessus focalisée sur le personnage principal et un style de jeu très rapide : les ennemis sont nombreux, courent vite et tuent du premier coup (avec une portée variable selon l'arme qu'ils portent).
Le principal changement entre Hotline Miami et Hotline Miami 2 : Wrong Number est le choix des masques (et donc des capacités) plus restreint.

## Bande originale
| No  | Titre                       | Artist                    | Durée |
| --- | --------------------------- | ------------------------- | ----- |
| 1.  | Untitled                    | Green Kingdom             | 5:46  |
| 2.  | Detection                   | Sean Evans                | 3:55  |
| 3.  | Blizzard                    | Light Club                | 3:10  |
| 4.  | Voyager                     | Jasper Byrne              | 3:34  |
| 5.  | She Meditates               | Light Club                | 2:20  |
| 6.  | Dust                        | MOON                      | 5:02  |
| 7.  | Disturbance                 | Endless                   | 3:59  |
| 8.  | Technoir                    | Perturbator               | 3:50  |
| 9.  | Guided Meditation           | Old Future Fox Gang       | 2:11  |
| 10. | Simma Hem                   | Riddarna                  | 4:01  |
| 11. | Divide                      | Magna                     | 4:16  |
| 12. | Hollywood Heights           | Mitch Murder              | 3:06  |
| 13. | Richard                     | Life Companions           | 2:12  |
| 14. | Chamber of Reflection       | Sjellos                   | 3:12  |
| 15. | Decade Dance                | Jasper Byrne              | 4:39  |
| 16. | Interlude                   | Chromacle                 | 5:26  |
| 17. | New Wave Hookers            | Vestron Vulture           | 3:50  |
| 18. | Around                      | Modulogeek                | 2:53  |
| 19. | In the Face of Evil         | Magic Sword (groupe)      | 4:12  |
| 20. | Untitled                    | Dag Unenge                | 3:04  |
| 21. | Remorse                     | Scattle                   | 3:18  |
| 22. | Frantic Aerobics            | Mitch Murder              | 3:48  |
| 23. | Sexualizer                  | Perturbator               | 5:02  |
| 24. | Java                        | Old Future Fox Gang       | 2:29  |
| 25. | Rust                        | El Huervo                 | 4:56  |
| 26. | Delay                       | MOON                      | 8:17  |
| 27. | We're Sorry                 | Life Companions           | 2:05  |
| 28. | Bloodline                   | Scattle                   | 3:12  |
| 29. | Roller Mobster              | Carpenter Brut            | 3:34  |
| 30. | Keep Calm                   | Endless                   | 3:20  |
| 31. | Run                         | iamthekidyouknowwhatimean | 4:53  |
| 32. | Ghost                       | El Huervo                 | 3:37  |
| 33. | Hotline Theme               | Benny Smile               | 3:39  |
| 34. | Quixotic                    | MOON                      | 5:46  |
| 35. | The Way Home                | Magic Sword(groupe)       | 4:15  |
| 36. | Richard                     | Dubmood                   | 4:24  |
| 37. | NARC                        | Megadrive (groupe)        | 4:44  |
| 38. | The Rumble                  | Cinimod                   | 6:08  |
| 39. | Le Perv                     | Carpenter Brut            | 4:16  |
| 40. | Ms Minnie                   | Auto Delta Time           | 5:06  |
| 41. | She Swallowed Burning Coal  | El Tigr3                  | 4:40  |
| 42. | Acid Spit                   | Megadrive (groupe)        | 4:41  |
| 43. | Slum Lord                   | Megadrive (groupe)        | 5:00  |
| 44. | Future Club                 | Perturbator               | 4:49  |
| 45. | Fahkeet                     | Light Club                | 2:52  |
| 46. | Abyss                       | LipPi Sound               | 4:59  |
| 47. | Abyss Intro                 | LipPi Sound               | 1:38  |
| 48. | Black Tar                   | Nounverber                | 1:35  |
| 49. | Escape from Midwitch Valley | Carpenter Brut            | 6:44  |

## Accueil
- Destructoid : 9/10[4]
- Game Informer : 8,5/10[5]
- Gameblog : 9/10[6]
- Gamekult : 8/10[7]
- GameSpot : 9/10[8]
- GamesRadar+ : 3,5/5[9]
- IGN : 8,8/10[10]
- Jeuxvideo.com : 17/20[11]
- PC Gamer UK : 57 %[12]
- Polygon : 8,5/10[13]